# Delta del Paraná

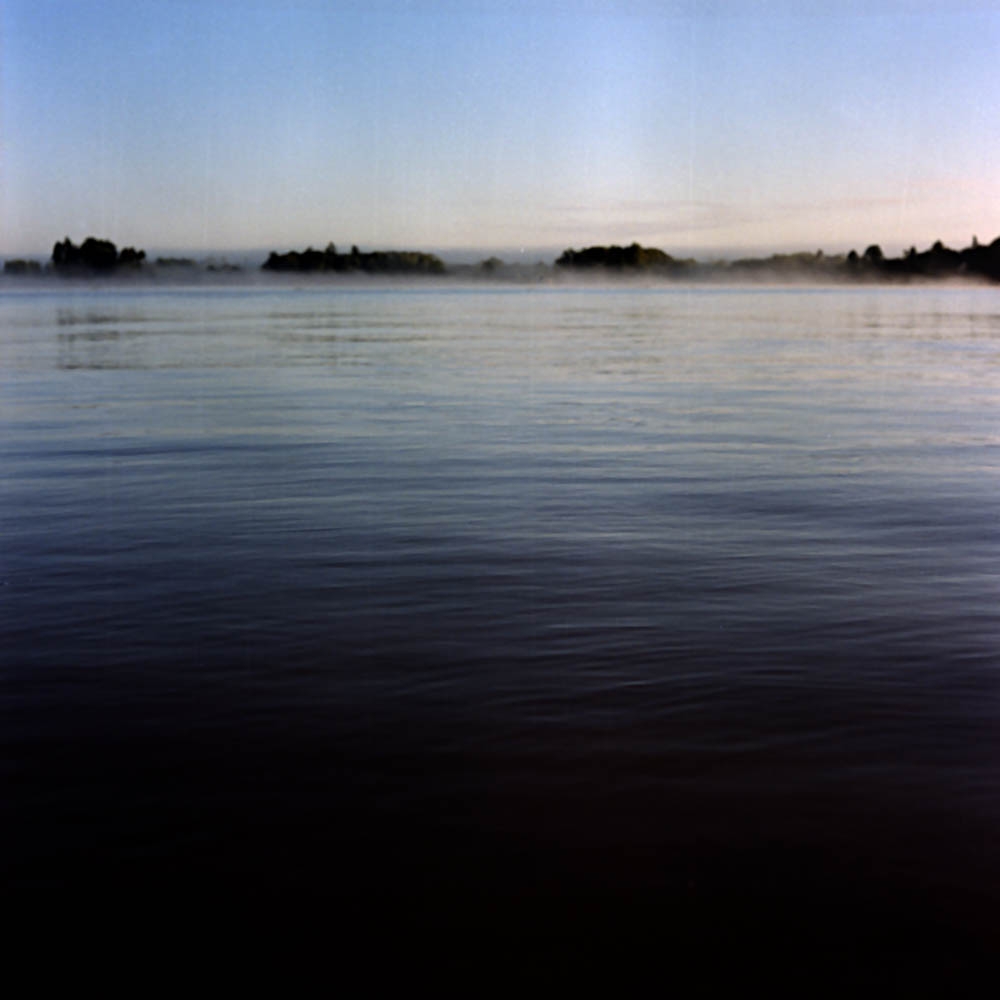
Río Paraná de las Palmas. Llamado así por las palmeras pindó que abundaban en sus orillas a la llegada de los europeos. Fueron taladas y utilizadas para hacer postes.

El delta del Río Paraná, ubicado en Argentina, se extiende 14 000 km² y comprende una longitud de 320 km. Nace a la altura del puerto y ciudad de Diamante, provincia de Entre Ríos en donde concluye el predelta. Se divide en tres grandes regiones: el Delta Superior (desde Diamante hasta Villa Constitución, provincia de Santa Fe), el Delta Medio (desde Villa Constitución hasta Puerto Ibicuy, provincia de Entre Ríos) y el Delta Inferior o en formación (desde Puerto Ibicuy hasta la desembocadura en el gran estuario llamado Río de la Plata). 
El Delta del Paraná es, en sentido geográfico, parte de la Mesopotamia y es considerado uno de los deltas más grandes del mundo. En lo que respecta a su bioma, a pesar de su ubicación meridional, la presencia de grandes espejos de agua y la escasa altitud produce un microclima que favorece la proliferación de especies animales y vegetales que recuerdan a latitudes tropicales.  

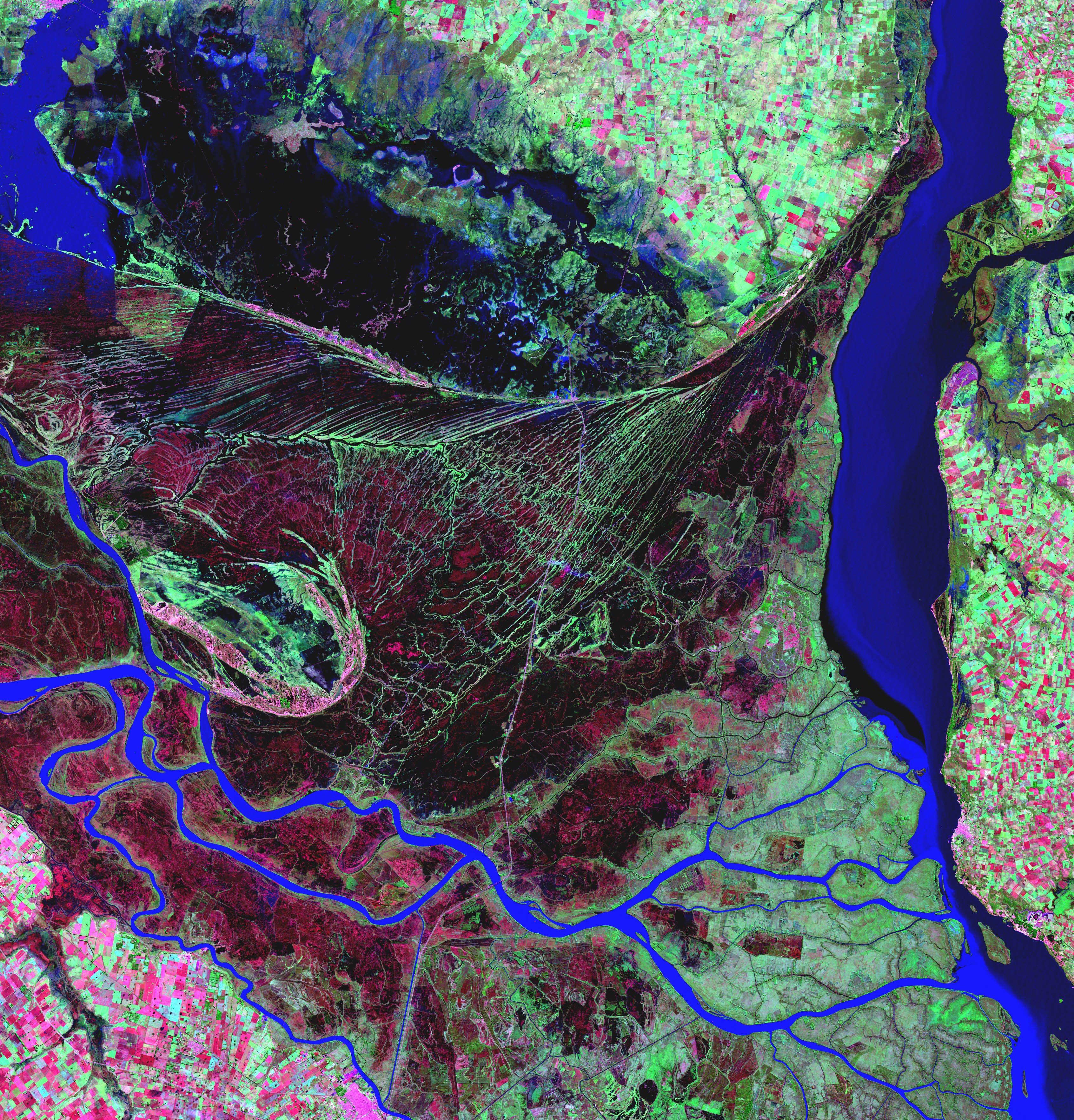
Imagen en falso color del Delta del Paraná, realizada usando longitudes de onda en el rango correspondiente al infrarrojo y al verde.

## Localización
El Delta del Paraná está delimitado naturalmente por las barrancas o taludes que definen el valle de inundación del río Paraná. Como límite norte se considera la línea imaginaria que une las ciudades de Diamante, Entre Ríos y de Puerto Gaboto, Santa Fe. Aunque una pequeña parte se encuentra en el sudeste de Santa Fe, en el sur de la Provincia de Entre Ríos se ubica la mayor parte de las secciones superior y media del Delta del Paraná como tal, mientras que la Provincia de Buenos Aires posee la principal porción de su desembocadura al Río de la Plata. En esta última cubre el noreste provincial, en sectores de los Partidos de San Nicolás, Ramallo, San Pedro, Baradero, Zárate, Campana, Escobar, Tigre y San Fernando.

## Formación del Delta
Las islas del Delta del Paraná deben su existencia a la gran cantidad de sedimento que lleva el agua del Paraná. En su desembocadura transporta aproximadamente un total de 160 000 000 toneladas anuales de sedimentos. Dicha carga se reparte en función del tamaño de sus partículas de la siguiente manera:
- Arcillas.....45 millones t/año (25 %)
- Limos.......90 millones t/año (60 %)
- Arenas.....25 millones t/año (15 %)

Este sedimento (aportado mayormente por el río Bermejo, afluente del Paraguay) es depositado en el estuario conjunto del Paraná y el Uruguay, el Río de la Plata. Los bancos de sedimento son colonizados por juncos, ceibos, pajonales y otras especies que contribuyen con sus raíces a consolidar las islas que posteriormente son colonizadas por otras especies. El Delta del Paraná de este modo va avanzando, por colmatación, sobre el estuario del Río de la Plata; las islas que se forman son características: sus costas o riberas son más elevadas (por albardones naturales) que sus centros, donde suelen existir pantanos y pequeñas lagunas.

## Flora

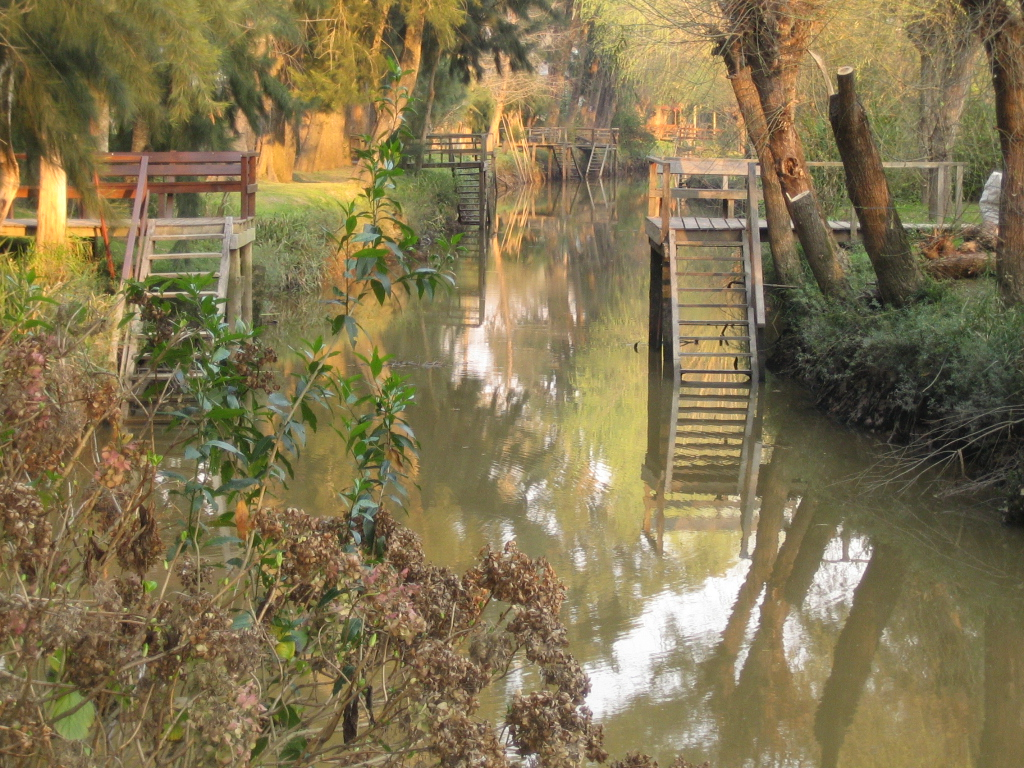
Arroyo Santa Rosa, perteneciente al Delta del Paraná.

Entre las especies vegetales más comunes se encuentran árboles como el sauce, el ceibo, el aliso de río, el coronillo y el espinillo, sobre los cuales crecen epífitas como los claveles del aire y las barbas de viejo.
Las áreas parcialmente inundables tienen una población de pastos altos, resistentes a periódicas inundaciones, de bajo valor nutritivo para el ganado.
Como palustres en las aguas del río o estancadas crecen el junco y la espadaña. Flotando en las aguas del río y de los bañados abundan las plantas acuáticas, como camalotes y repollitos de agua. 
En los márgenes de los principales brazos del río Paraná en su sección deltaica prosperaban las «palmas» (palmeras) de la especie pindó (Syagrus romanzoffiana) pero éstas han sido taladas hasta su casi total extinción desde fines del siglo XIX. A partir de esta época, el ser humano ha introducido especies alóctonas que se han aclimatado muy bien: álamos, ciruelos, duraznos, diversas especies de cítricos, ramio e incluso coníferas. También el formio, el mimbre y el pecán que representan fuentes de trabajo para los habitantes de las islas. 

## Fauna
Hasta principios del siglo XX hubo en el Delta yaguares, que dieron su nombre al río Tigre y al partido homónimo. Han sido cazados hasta su extinción. Lo mismo ha ocurrido con los yacarés, pumas, arirays, pecaríes, curiyues y aguaraguazúes.
En los lugares más apartados de la presencia humana sobreviven todavía algunos ciervos de los pantanos, especie autóctona de color pardo, con patas negras y círculos blancos alrededor de los ojos. Hay allí también carpinchos, coipos (pseudonutria), lobitos de río (una especie de nutria genuina) algunos gatos monteses y varios zorros grises.
Hay numerosas especies de aves, como el zorzal, el biguá, el martín pescador, el benteveo, la calandria, el boyero y la pava de monte. En otros tiempos hubo abundantes bandadas de cisnes y papagayos, pero se han extinguido.
Son bastante comunes algunos reptiles y anfibios, como culebras, diversas especies de sapos, ranas y escuerzos.
En las aguas calmas del Delta encuentran refugio peces como el dorado, el surubí, el bagre, el patí, la tararira, la boga, el sábalo y la raya. 
El delfín franciscano (Pontoporia blainvillei), del estuario del Río de la Plata, ha sido avistado a veces en el delta del Paraná y, con dudas, en el tramo inferior del río Paraná.

## Bosque
El monte blanco, bosque ribereño del Bajo Delta o selva en galería del Río de la Plata, es un ecosistema selvático característico del delta inferior del río Paraná, en el centro-este de la Argentina. Es un bosque en galería sobre las costas del Río de la Plata, que abarca desde las islas al norte del río Paraná Guazú en la Provincia de Entre Ríos hasta la bahía de Samborombón en la Provincia de Buenos Aires.
Es la formación forestal natural de tipo subtropical más austral del planeta. Cuenta con una biocenosis de alta diversidad, particularmente de especies vegetales y animales de origen tropical y subtropical, muchas de las cuales alcanzan allí su límite austral de distribución.
Se ubica en una de las primeras zonas colonizadas por los europeos y en la zona más densamente urbanizada de Argentina, por lo cual apenas quedan relictos de las formaciones forestales originarias de la zona. Los vestigios remanentes se encuentran muy degradados, y están principalmente ubicados en áreas protegidas o semiprotegidas como las de la selva marginal de Punta Lara, el Parque Costero del Sur, el parque nacional Ciervo de los Pantanos y la isla Martín García.

## Amenazas
La deforestación para la siembra de soja o cría de ganado, la contaminación de las aguas, el endicamiento y rellenado de áreas inundables, la introducción de especies exóticas (como el ligustro), la sobrepesca y la caza de animales silvestres son las principales amenazas que enfrenta esta región.

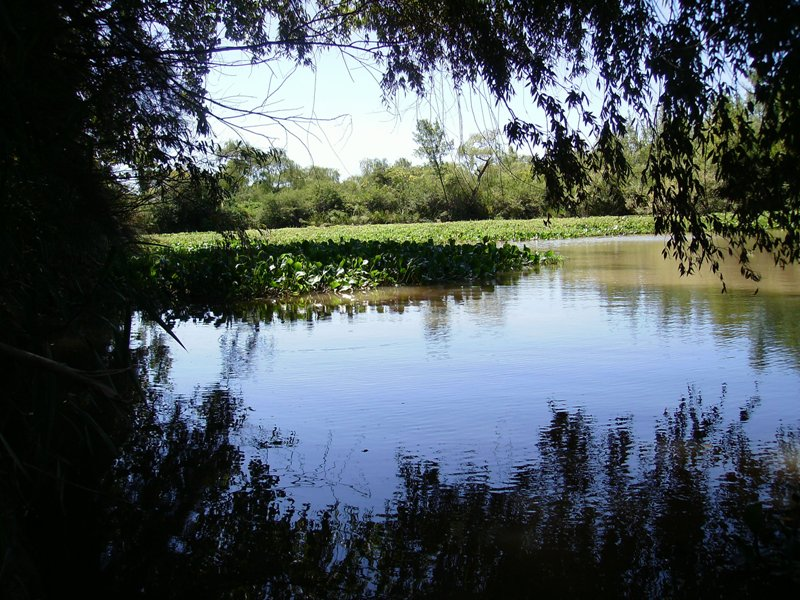
Canal privado del Automóvil Club Argentino.

La contaminación por agroquímicos, aguas cloacales y desechos industriales que se vierten en aguas del Paraná y sus afluentes amenaza la vida silvestre y la provisión de agua potable de las concentraciones urbanas que se encuentran a sus orillas en el corredor urbano Rosario- Buenos Aires- La Plata, donde vive un tercio de la población de la Argentina. Solo el gran caudal del río y su capacidad de autodepuración han evitado hasta el momento un desastre ecológico mayor. No obstante, los efectos de la actividad humana no dejan de hacerse sentir, sobre todo en las áreas donde es más intensa. Allí es frecuente observar disminución de la calidad del agua, mortandad de peces, erosión del suelo y acumulación de desperdicios.
Dado que es una zona naturalmente inundable y que la dinámica de sus aguas está altamente influenciada por las mareas, el Delta podría sufrir los efectos de la elevación del nivel del mar causada por el actual efecto invernadero: si el nivel del agua en el estuario del Río de la Plata subiera tan solo 10 centímetros, el régimen de las corrientes hídricas cambiaría afluyendo agua desde el mar que frenaría el avance del delta, o incluso lo erosionaría haciéndole retroceder.

### Incendios
En la primera mitad de 2008 el Delta del Paraná ha resultado foco de una serie de devastadores incendios que afectaron al menos 65 000 hectáreas cuyas densas nubes de humo se han extendido, llevadas por vientos procedentes del norte, por cientos de kilómetros hasta cubrir durante días a la Ciudad de Buenos Aires y el conurbano bonaerense, la «pluma» de tal nube de humo ha llegado hasta el sur de Uruguay alcanzando a Colonia y periferias y más al este hasta Rocha y Cabo Polonio. La causa de tales incendios se debería a las quemazones ilegales con el objetivo de deforestación y luego extensión de la ganadería vacuna a un bioma que es inadecuado, o la plantación de soja. Por estos motivos hay un proceso judicial en marcha, en manos del Supremo Tribunal de Justicia impulsado por la Provincia de Entre Ríos con el fin que usurpadores de islas sean retirados.

### Protección
En 1992 se creó el parque nacional Pre-Delta, a 5 km de la ciudad de Diamante. Tiene 2458 ha.
En el año 2000 la segunda y tercera sección de Islas de San Fernando en el Delta bonaerense fue declarada Reserva de Biósfera Delta del Paraná por la Unesco dentro del plan MaB. Tiene una superficie de 10 500 hectáreas, constituyendo una inmejorable oportunidad para desarrollar los objetivos de conservación ambiental, desarrollo humano y apoyo logístico a la investigación y estudio del ecosistema. Potencia las posibilidades de inversión nacional e internacional con proyectos de crecimiento sustentable, la agrupación de la región como referente de cultivos orgánicos, y variados modos de producción agroforestal con certificación de calidad ecológica.

## Actividad humana

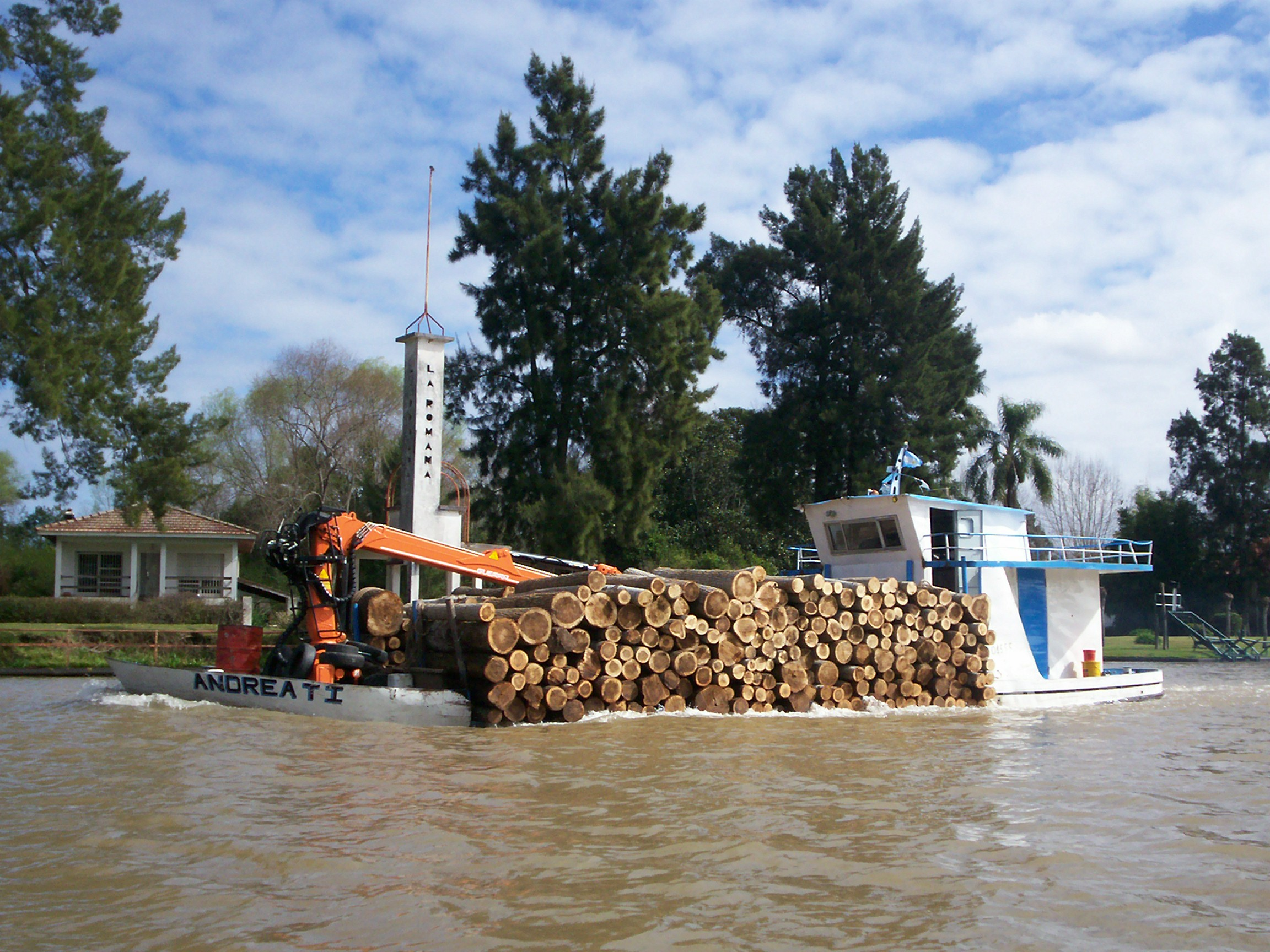
Tráfico forestal en el río Sarmiento (Delta de Tigre).

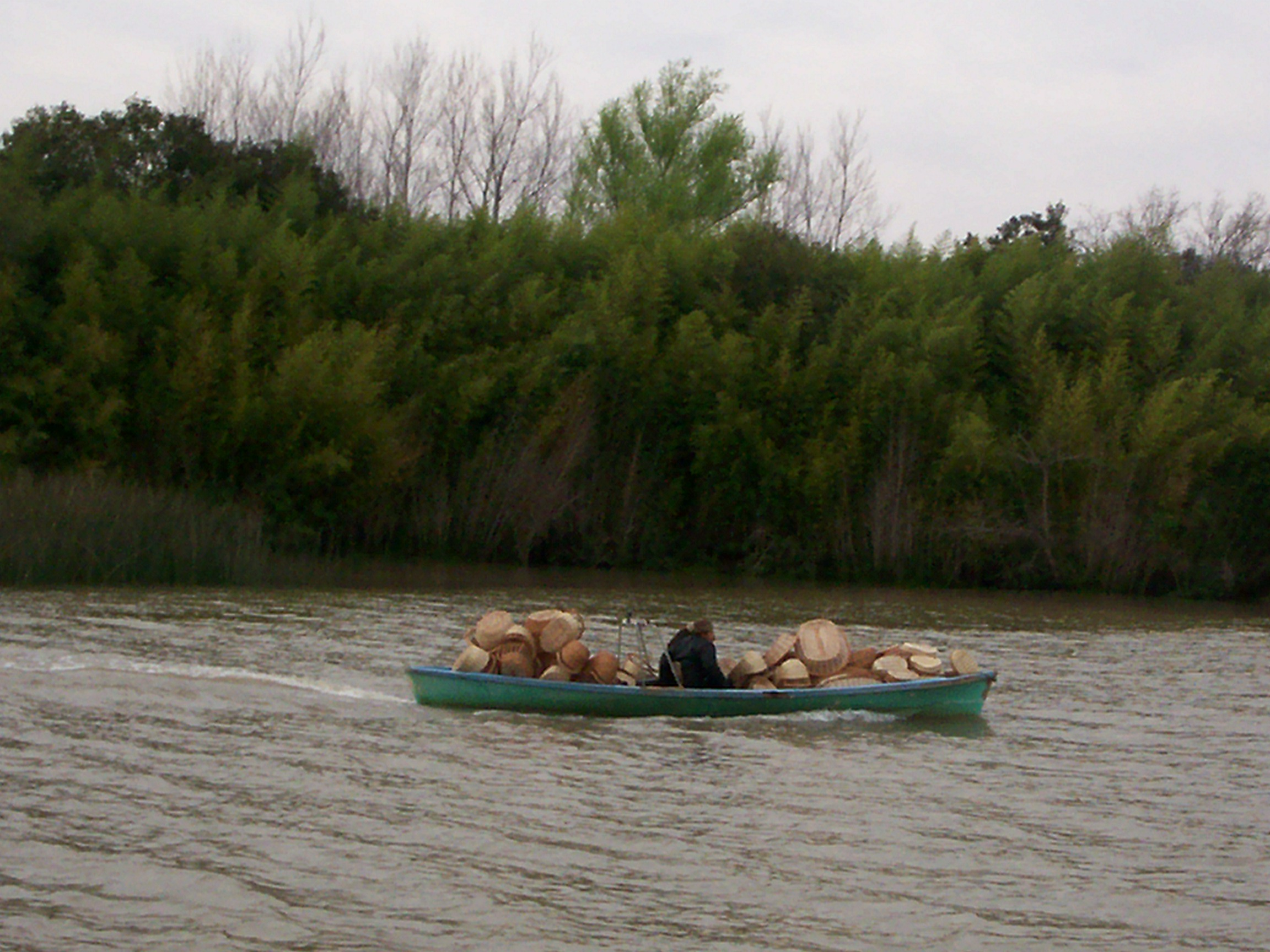
Tráfico de mimbre en el canal Gobernador de la Serna (Delta de San Fernando).

A la llegada de los europeos en el siglo XVI el Delta estaba habitado por los canoeros chanás, pueblo que había sufrido hacía relativamente poco antes un fuerte influjo cultural guaraní, siendo en este idioma común referirse al delta con el nombre Karapachay (topónimo que queda en la forma Carapachay para un brazo fluvial).
Entre estos grupos caníbales  guaraníes existió un tipo de jerarquía social y ordinograma:
No eran grupos igualitarios, la antropología lo llama sociedad de “rango”. No todos los habitantes eran iguales pero tampoco tenían una marcada estratificación social: los jefes indígenas ejercían autoridad, y gozaban de productos de lujo o exóticos. Restos arqueológicos (sepulturas con trabajos comunitarios, ajuares funerarios con láminas y cuerdas de metal) demuestran esta teoría.
Desde el siglo XVIII y especialmente durante el siglo XIX la zona recibió el nombre popular de «La Matrería» o «País de los matreros» ya que sirvió de refugio a gauchos perseguidos y a algunos bandidos rurales (matreros). Los primeros proyectos serios de una modernización de la zona se deben a Domingo Faustino Sarmiento — quien llegó a establecer en la misma, para comprobar su potencial económico, una de sus residencias la cual también le servía de laboratorio. Estas ideas fueron acompañadas por las de Marcos Sastre quien, comparando al Delta del Paraná con el Tempe le llamó «El Tempe Argentino».
Así, a partir de mediados del siglo XIX y hasta mediados del siglo XX, el Delta recibió un muy importante aporte poblacional de inmigrantes europeos (principalmente procedentes de Italia) lo cual favoreció una producción frutícola de importancia que se comercializaba principalmente a través del puerto de frutos, en Tigre. La producción incluía sobre todo cítricos y duraznos. El surgimiento de otras zonas de cultivo de frutales, así como algunas importantes crecidas del río Paraná marcaron su decadencia en este sentido. Se produjo, posteriormente, una tendencia a la concentración de la propiedad de la tierra. La explotación forestal que se desarrolló en forma paralela continúa vigente y hoy es una de las actividades económicas de mayor importancia.
En esa época se comenzaron la actividad clubes de remo que comenzaron con la fundación del Buenos Aires Rowing Club años posteriores se fundaron un total de 15 clubes.

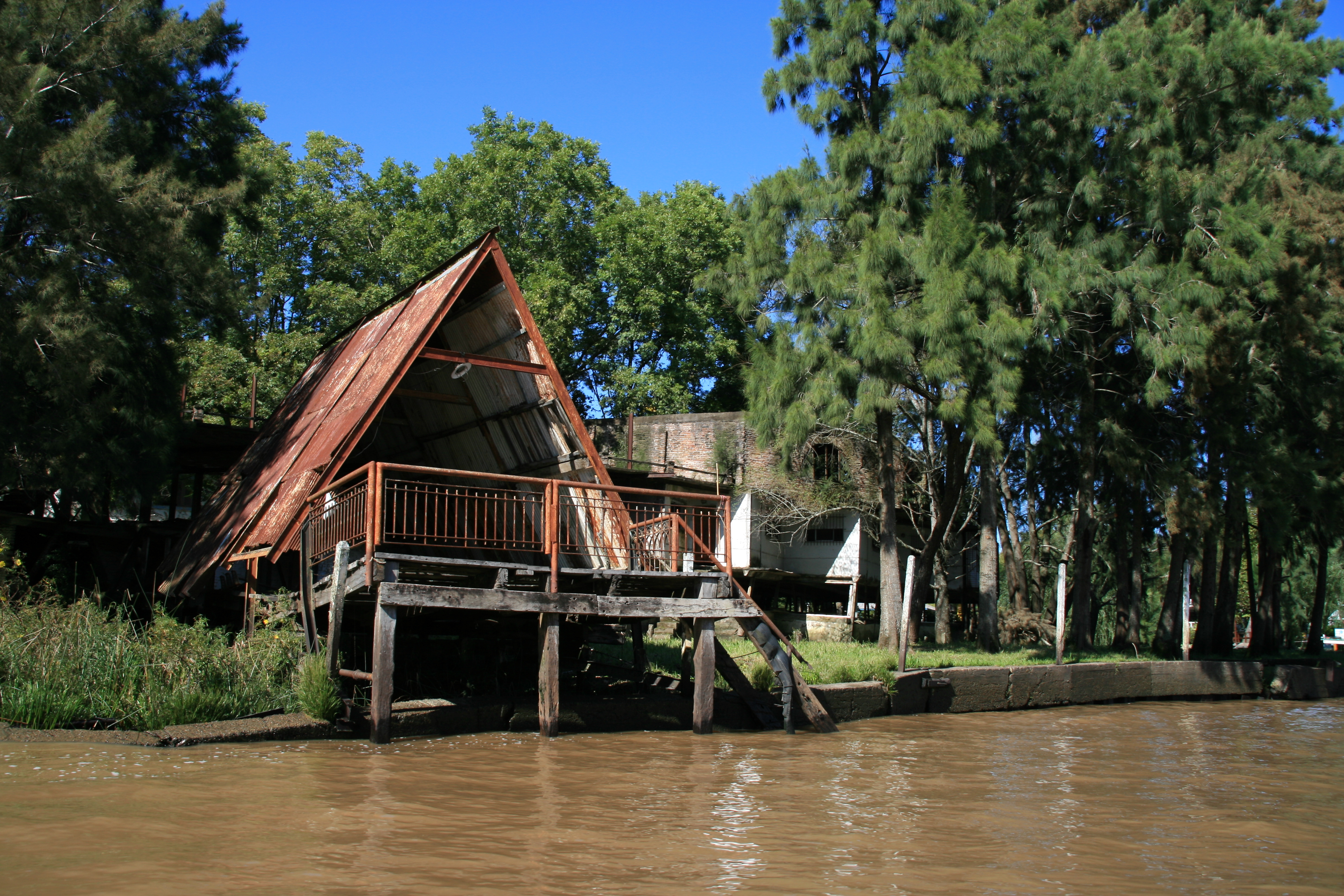
Una construcción típica en forma de palafito en el delta del Paraná en Tigre, Buenos Aires.

El turismo en el Delta tuvo su época de esplendor a mediados del siglo XX, cuando florecieron recreos y hosterías que congregaban a miles de porteños los fines de semana. Esta actividad, que entró en decadencia hacia la década de 1970, experimentó un leve reverdecer con el comienzo del nuevo siglo, aunque todavía no alcanza a igualar su pasado de esplendor.
En el Delta, también se producen tradicionalmente miel, y objetos de mimbre y junco, como canastos, cortinas y esterillas, que todavía se comercializan en el puerto de frutos.
El sector de las islas de las Lechiguanas, que fuera disputado entre las provincias de Buenos Aires y Entre Ríos, quedando ratificada la jurisdicción entrerriana recién a fines de siglo XX, fue objeto de un antiecológico proyecto de polderización que de haberse realizado las habría transformado en una prolongación de la zona agricolaganadera pampeana.
La 1.ª sección de islas bonaerenses cuenta con una amplia variedad de hospedajes y actividades para el turista y es un área de esparcimiento para muchos habitantes de la ciudad de Buenos Aires y sus alrededores.
En sus ríos se practican deportes como el remo, la navegación a vela y la natación.
Los medios de transporte más comunes son las lanchas colectivas. Abundan también las canoas y los botes de remo, las lanchas particulares y lanchas taxi.
Las construcciones se realizan en forma de palafito, elevadas por sobre el nivel de las crecidas regulares del río, para esto, dado que el basamento de suelo muy húmedo y de reciente formación es inestable, los pilotes se asientan sobre unas zapatas o vigas en forma de cruz para evitar que estos se hundan o se desplacen de la vertical, luego los pilotes sostienen un armazón de vigas en forma de parrilla que soporta al resto de la vivienda a la cual se accede frecuentemente por escaleras.

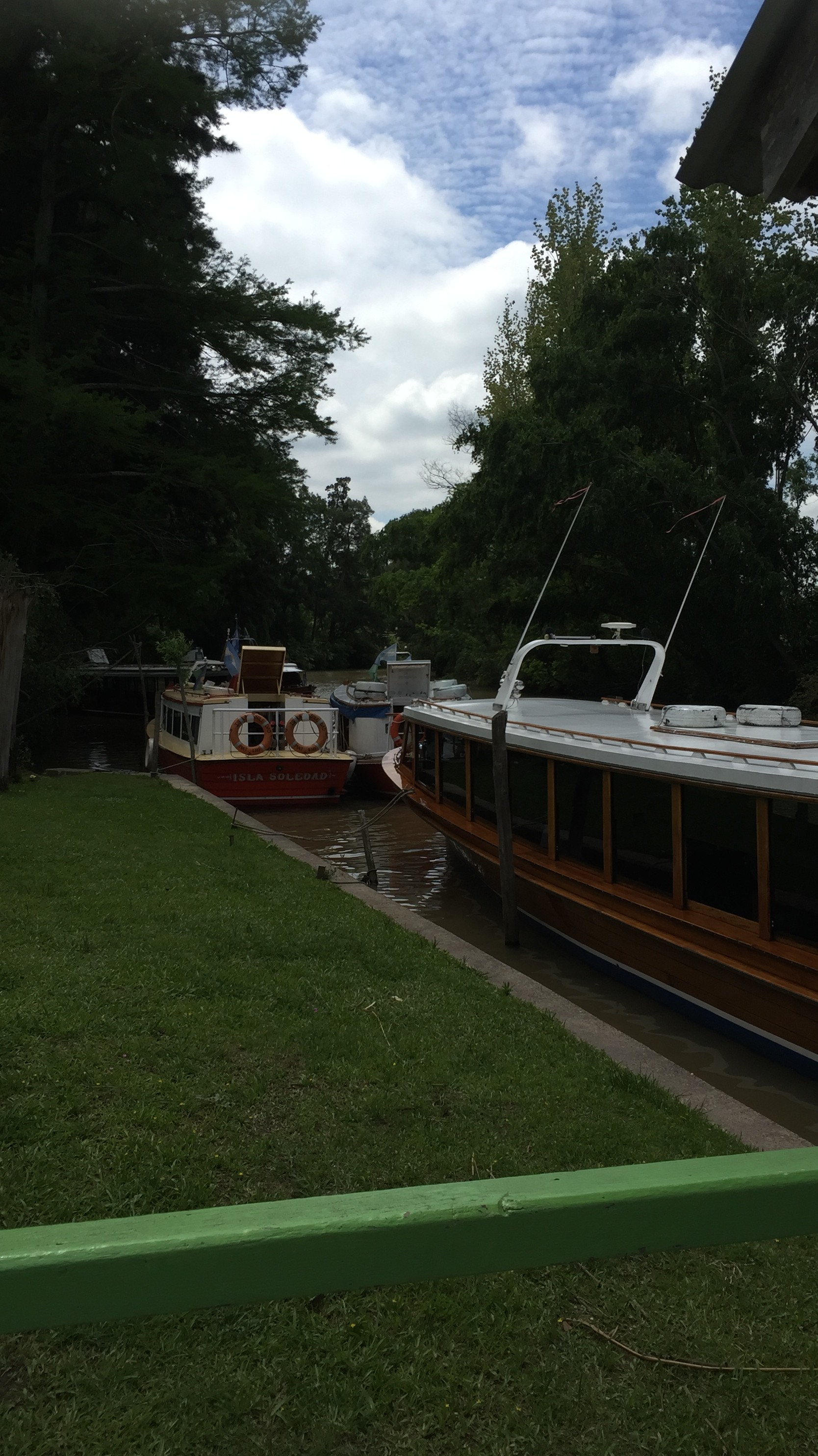
Las lanchas escolares permanecen ancladas durante la jornada escolar.

En el Delta del Río Paraná existen aproximadamente cien escuelas de Islas, algunas con los tres niveles educativos: Inicial, Primario y Secundario, que dependen de la Dirección General de Educación de la Provincia de Buenos Aires. Esta provee las Lanchas escolares que parten del Puerto de Tigre a primera hora de la mañana y durante su recorrido recogen a los alumnos de las diferentes islas para trasladarlos a la escuela.

## Estacadas o murallones
Los ríos y arroyos del Delta son naturalmente de aguas calmas, lo que posibilitó la formación de las islas. El tránsito de embarcaciones motorizadas a velocidad excesiva genera un oleaje artificial que degrada progresivamente las orillas, sobre todo cuando se elimina su protección natural de juncos. Los propietarios de terrenos en las islas del Delta ordenan la construcción de murallones de madera o cemento para evitar la erosión hídrica del oleaje sobre las orillas. Esta práctica, que resguarda una orilla, devuelve el oleaje hacia la opuesta, que se degrada más rápidamente. En los ríos que se encuentran amurallados en sus dos orillas el oleaje producido por embarcaciones rápidas se multiplica considerablemente, dificultando el tránsito de embarcaciones menores, como botes, canoas, y kayaks. Esos murallones que protegen la orilla de los ríos en el delta del río Paraná son llamados «estacadas» por la gente de la zona. Desde hace unos años se comenzó a usar bloques de hormigón, provenientes de demoliciones de edificios y carreteras. Estos bloques, si bien rompen la estética del entorno, logran disminuir el rebote de las olas producidas por embarcaciones, protegiendo la orilla opuesta y no aumentando el oleaje que pone en peligro a las embarcaciones pequeñas. Es de esperar simultáneamente una evolución en el diseño de las estacadas que logre frenar el rebote de las olas sin ser tan desprolijas como los escombros y una evolución de nuestra conciencia ecológica que vuelva a poner en valor los juncales costeños.

## Sismicidad
La región responde a la «subfalla del río Paraná», y a la «subfalla del río de la Plata», con sismicidad baja; y su última expresión se produjo el 5 de junio de 1888 (137 años), a las 3.20 UTC-3, con una magnitud de 5,5 en la escala de Richter. (Terremoto del Río de la Plata de 1888).

## El Delta en el cine
- En 1937 se filmó en el Delta del Paraná Tigre, un cortometraje documental en blanco y negro dirigido por Emilio W. Werner y que tuvo como protagonista a Tilda Thamar.
- En 1951 Lucas Demare dirigió el filme Los isleros, una película de ficción que tuvo premios internacionales cuya historia trata de la sacrificada y rudimentaria vida de las personas que vivían en las islas del delta en los años 1940.
- De 1970 es la película Muchacho, protagonizada por el cantante argentino Sandro, y dirigida por Leo Fleider, filmada en el delta por la zona del partido de Tigre.
- De 2009 es la película La León, protagonizada por el actor Daniel Sosa, y dirigida por Santiago Otheguy, filmada en el delta por la zona del partido de Tigre.
- En 2012, bajo la dirección de Ana Piterbarg, se rueda «Todos tenemos un plan» que narra una historia de crimen y miseria que transcurre en y entre personajes del Delta del Tigre.
- En 2015 se estrenó Voley, comedia argentina que Martín Piroyansky escribió, dirigió y actuó.